# Seznam švédských místodržitelů v Pomořansku

Znak Švédského Pomořanska (1660)

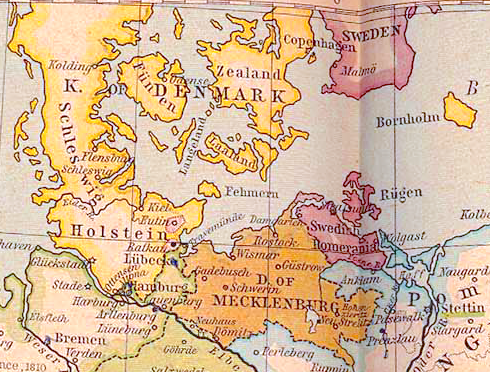
Švédské Pomořansko (v růžových hranicích) na mapě po roce 1720.

Toto je úplný seznam švédských místodržitelů v Pomořansku. Obsahuje chronologický postup guvernérů Švédského království v Pomořansku v období let 1630–1815.
V roce 1630 bylo Pomořanské vévodství obsazeno švédským vojskem a v roce 1638 švédský stát převzal vládu nad celým vévodstvím a jako odškodnění ve Vestfálském míru v roce 1648 získalo západopomořanskou část země včetně Štětína a pás země východně od Odry.
Zpočátku sídlili legáti jako zástupci či stálí vyslanci švédské koruny ve Štětíně, od roku 1638 byli jmenováni skuteční guvernéri, kteří nesli oficiální titul generální guvernér.

## Seznam švédských guvernérů v Pomořansku
| Jméno                                                             | období úřadu            |
| ----------------------------------------------------------------- | ----------------------- |
| Klas Horn (15. září 1583 – 22. srpna 1632)                        | 1631–1632 (legát)       |
| Sten Svantesson Bielke (1598 – 6. dubna 1638)                     | 1633–1638 (legát)       |
| Johan Baner (3. července 1596 – 20. května 1641)                  | 1638–1641 (1. guvernér) |
| Lennart Torstensson (17. srpna 1603 – 7. dubna 1651)              | 1641–1646               |
| Carl Gustav Wrangel (5. prosince 1613 – 24. června 1676)          | 1648–1650 (1. období)   |
| Johan Axelsson Oxenstierna (24. června 1611 – 5. prosince 1657)   | 1650–1652               |
| Axel Lillie (23. července 1603 – 20. prosince 1662)               | 1652–1654               |
| Carl Gustav Wrangel (5. prosince 1613 – 24. června 1676)          | 1654–1676 (2. období)   |
| Obsazeno Braniborskem                                             | 1678–1679               |
| Otto Vilém z Königsmarcku (5. ledna 1639 – 15. září 1688)         | 1679–1685               |
| Nils Bielke (7. února 1644 – 26. listopadu 1716)                  | 1687–1698               |
| Jürgen Mellin (2. listopadu 1633 – 13. ledna 1713)                | 1698–1711               |
| Obsazeno Pruskem a Dánskem                                        | 1715–1720               |
| Johan August Meyerfeldt (1664 – 1749)                             | 1720–1747               |
| Axel z Löwenu (1. listopadu 1686 – 25. července 1772)             | 1747–1766               |
| Hans Henrik von Liewen (1704 – 25. listopadu 1781)                | 1766–1772               |
| Fredrik Carl Sinclair (17. října 1723 – 11. května 1776)          | 1772–1776               |
| Bedřich Vilém z Hessensteinu (1735, † 1808)                       | 1776–1791               |
| Eric Ruth (24. října 1746 – 25. května 1820)                      | 1792–1796               |
| Filip Julius Bernard z Platenu (14. března 1732 – 23. dubna 1805) | 1796–1800               |
| Jan Jindřich Essenský (26. září 1755 – 28. června 1824)           | 1800–1807 (1. období)   |
| Okupováno Francií                                                 | 1807–1809               |
| Jan Jindřich Essenský (26. září 1755 – 28. června 1824)           | 1809–1815 (2. období)   |
| Vilém Malte I. z Putbusu                                          | 1813–1815               |